# 安息香酸カリウム
安息香酸カリウム（あんそくこうさんカリウム、英語: Potassium benzoate）は安息香酸のカリウム塩である。カビ、酵母、いくつかの真正細菌の成長を阻害するため防腐剤として食品に使われている。その効果は安息香酸存在下の低pH（4.5以下）で最も発揮される。
果汁飲料（アスコルビン酸を含む）、炭酸飲料（炭酸を含む）、ソフトドリンク（リン酸を含む）、漬物（酢酸を含む）などの酸性食品は安息香酸カリウムによって保存加工される。
カナダ、アメリカ、EUを含む多くの国で承認されており、E番号はE212が付与されている。EUでは子供による摂取を推奨していない。

## 食品保存のメカニズム
食品保存のメカニズムは細胞内への安息香酸の吸収によって始まる。細胞内のpHが5またはそれ以下になったとき、ホスホフルクトキナーゼによるグルコースの発酵が95%減少する。

## 安全性
アスコルビン酸と安息香酸ナトリウムまたは安息香酸カリウムが共存した場合、発癌性のベンゼンが生成する可能性がある。熱、光そして保存期間がベンゼンの生成量に影響を及ぼすことが分かっている。